# Список умерших в 558 году

## Май
- 13 мая — Иоанн Молчальник (104), преподобный.
- 15 мая — Иларий Галеатский, святой отшельник Галеатский.

## Июнь
- 29 июня — Кассий Нарнийский, епископ Нарни (536—558), святой.

## Декабрь
- 23 декабря — Хильдеберт I, король франков из династии Меровингов (511—558).

## Дата смерти неизвестна или требует уточнения
- Габран, король Дал Риады (538—558).
- Зармихр Карен, губернатор Забулистана.
- Кирилл Скифопольский, христианский монах и историк Церкви.
- Петрос Сюнеци, деятель армянской апостольской церкви, книжник и переводчик.
- Харарих, король свевов.